# Бахирев, Александр Никифорович
Александр Никифорович Бахирев (1892, Мологский уезд, Ярославская губерния — 2 декабря 1937, Коммунарка) — кавалер трёх орденов Красного Знамени, дивизионный комиссар Рабоче-крестьянской Красной Армии (1936).

## Биография
Родился в 1892 году в деревне Якунино Мологского уезда.
Получил начальное образование. В 1917 году вступил в партию большевиков. В составе красногвардейского отряда Нарвского района участвовал в штурме Зимнего дворца. В 1918 году дважды избирался членом Петроградского Совета. В мае 1919 года, по партийной мобилизации, пошёл на службу в Рабоче-крестьянскую Красную Армию. Служил на политических должностях. Был инструктором-организатором политотдела 7-й армии, затем 6-й стрелковой дивизии, помощником военного комиссара 16-й стрелковой дивизии. Принимал активное участие в боях Гражданской войны. За боевые заслуги в той войне был награждён двумя орденами Красного Знамени РСФСР (Приказы Революционного военного совета Республики № 41 в 1921 году, № 75 в 1922 году).
После окончания войны продолжил службу в Рабоче-крестьянской Красной Армии. В 1921 году — военком 18-й бригады 6-й стрелковой дивизии. Как делегат 10-го съезда РКП(б) участвовал в подавлении Кронштадтского восстания в должности командира взвода 3-го сводного полка курсантов. В 1922—1923 годах — военком и начальник политотдела 48-й стрелковой дивизии. В 1923—1925 годах руководил Рязанским губернским военным комиссариатом. В мае 1925 года был назначен начальником управления территориального округа Рязанской губернии. В 1929 году окончил курсы «Выстрел». В 1929—1930 годах занимал должность военного комиссара 35-й стрелковой дивизии. За отличия, проявленные при обороне восточных границ в 1929 году был награждён третьим орденом Красного Знамени (Приказ РВС СССР № 154 от 22 февраля 1930 года). В декабре 1930 года назначен помощником начальника по политической части Объединённой военной школы имени ВЦИК (ныне — Московское высшее военное командное училище).
Из аттестации за 1931 год, подписанной командующим войсками Московского военного округа А. И. Корком и членом РВС округа Г. И. Векличевым:

Тактическая подготовка школы отличная, политическая — удовлетворительная. Начсостав школы сколочен, стал больше заниматься вопросами партполитработы с курсантами, что является достижением в первую очередь тов. Бахирева. Состояние дисциплины в школе хорошее. Подготовка штаба в оперативно-тактическом отношении вполне удовлетворительная. Тактико-стрелковая подготовка школы, по данным тактико-стрелкового смотра, — отличная. Состояние оружия, технического и военно-хозяйственного имущества — отличное. Школа получила в нынешнем году очень хорошее пополнение, что тоже есть результат большой работы тов. Бахирева в этом вопросе. Политико-моральное состояние школы в основном устойчивое. После отпусков среди курсантского состава имелся целый ряд отрицательных политических настроений. В борьбе с этими настроениями парторганизация и политаппарат школы раскачивались недостаточно энергично. Парторганизация в своей работе имела значительное количество недочетов, что, в частности, объясняется слабым руководством старого секретаря партбюро, громоздкостью структуры самой парторганизации. С приходом тов. Бахирева, нового секретаря партколлектива работа парторганизации значительно оживилась, но все же в целом ряде случаев курсанты школы имеют недостаточную политическую подготовку. За последнее время один преподаватель соц(иально)-эк(ономического) цикла исключен из партии за троцкизм. Тов. Бахирев — старый заслуженный армейский работник. Партийно-политическая подготовка удовлетворительная. Военная подготовка — хорошая. В военных школах работает недавно и в работу школы перенес опыт работы частей. Крепкий большевик…
— 
В ноябре 1936 года назначен помощником по политической части командира 3-го стрелкового корпуса, в июле 1937 года зачислен в распоряжение Управления по командно-начальствующему составу РККА. Был делегатом 9-го, 10-го 16-го съездов партии и трёх съездов Советов. Проживал в городе Иваново на улице Громобоя в доме НКВД.
6 июля 1937 года арестован органами НКВД СССР по обвинению в причастности к военно-фашистскому заговору в Рабоче-крестьянской Красной Армии. 2 декабря 1937 года Военная коллегия Верховного Суда СССР признала виновным в инкриминируемых преступлениях и приговорила бывшего дивизионного комиссара Бахирева Александра Николаевича к высшей мере наказания — смертной казни. Приговор был приведён в исполнение в тот же день. Захоронен Бутово-Коммунарка. Указом Президиума Верховного Совета СССР от 19 февраля 1940 года лишен государственных наград.
Определением Военной коллегии Верховного Суда СССР от 18 апреля 1956 года посмертно реабилитирован. Указом Президиума Верховного Совета СССР от 26 апреля 1967 года восстановлен в правах на награды.
Жена — Варвара Ниловна Бахирева (1895 г.р.) в 1938 году была осуждена как член семьи изменника Родины к восьми годам лагерей.

## Награды
- три ордена Красного Знамени (5.02.1921[3], 13.03.1922[3][8], 22.02.1930)[5].

## Комментарии
1. ↑  Деревня Якунино располагалась примерно в 15 км к северо-западу от Мологи[2], в 1929—1940 годы относилась к Мологскому району; утрачена в связи со строительством Рыбинского водохранилища и затоплением большей части территории района. Координаты утраченной деревни относятся к территории нынешнего Рыбинского района Ярославской области.